# Daniil Steptšenko
Daniil Steptšenko (* 13. August 1986 in Narva) ist ein ehemaliger estnischer Biathlet und heutiger Biathlontrainer.
Daniil Steptšenko tritt seit 2005 international in Biathlon-Wettbewerben an. Sein erstes Großereignis wurden die Junioren-Weltmeisterschaften 2005 in Kontiolahti. Steptšenko wurde 45. des Einzels, 43. des Sprints, 46. der Verfolgung sowie 15. mit der Staffel. Im Sommer nahm er in Muonio an den Junioren-Wettkämpfen bei den Sommerbiathlon-Weltmeisterschaften 2005 teil und wurde 12. des Sprints, 14. der Verfolgung und 16. im Massenstart sowie Fünfter mit der estnischen Staffel. Es dauerte bis 2007, dass Steptšenko erneut an internationalen Wettkämpfen teilnahm, nun auch an Junioren-Europacup-Rennen. Die Junioren-WM 2007 in Martell brachten die Ränge 21 im Sprint und 30 im Verfolgungsrennen. Im heimischen Otepää startete er im Sommer desselben Jahres erneut bei den Junioren-Wettbewerben der Sommer-WM. Vor seinem Landsmann Karel Viigipuu gewann er den Sprint im Crosslauf und wurde auf Skirollern sowohl im Sprint wie auch in der Verfolgung Neunter.
Seit 2008 startet Steptšenko im Leistungsbereich. Erstes Großereignis bei den Senioren wurden die Europameisterschaften 2008 in Nové Město na Moravě, bei denen der Este 67. im Sprint und 14. mit der Staffel wurde. Er bestritt noch 2008 in Oberhof bei einem Staffelrennen seinen ersten Biathlon-Weltcup und wurde 18. In der Folgezeit trat er jedoch meist im IBU-Cup an, wo er als 35. eines Einzels in Osrblie seine ersten Punkte gewann. 2010 nahm Steptšenko an mehreren Großereignissen im Seniorenbereich teil. In Otepää lief er bei den Biathlon-Europameisterschaften 2010 auf die Ränge 36 im Sprint, 27 im Einzel und acht im Staffelrennen. Zum Saisonfinale in Chanty-Mansijsk lief er erstmals ein Einzelrennen im Weltcup, dem Sprint beendete er auf Platz 75. Bei der im Rahmen des Weltcups ausgetragenen Biathlon-Mixed-Relay-Weltmeisterschaft 2010 wurde Steptšenko mit Kadri Lehtla, Eveli Saue und Priit Viks 17. In Presque Isle belegte Steptšenko 2011 bei einem Sprintrennen mit Rang 56 ein neues bestes Weltcup-Resultat und qualifizierte sich erstmals für ein Verfolgungsrennen. Dort konnte er seine Bestleistung nochmals bis auf den 51. Platz verbessern. Saisonhöhepunkt wurden die Biathlon-Weltmeisterschaften 2011 in Chanty-Mansijsk, wo der Este im Einzel eingesetzt wurde und in dem 93. wurde. Ein Jahr später kam Steptšenko in Ruhpolding im Sprint zum Einsatz und wurde 78., sowie an der Seite von Kauri Kõiv, Indrek Tobreluts und Roland Lessing als Schlussläufer 18. des Staffelrennens. Beim zweiten Rennen der Saison 2012/13, einem Sprint in Östersund, gewann er als 38. erstmals Weltcuppunkte. Ein Jahr später erreichte er an selber Stelle in einem Einzel als 35. seine beste Platzierung im Weltcup. Bei den Weltmeisterschaften 2013 in Nové Město na Moravě belegte er die Plätze 110 im Einzel, 90 im Sprint und 16 mit der Staffel wurde er überrundet. Höhepunkt der Karriere wurden die Olympischen Winterspiele 2014 in Sotschi, bei denen der Este fünf Rennen bestritt. Er wurde 62 im Einzel, 50 im Sprint und 59 in der Verfolgung, mit der Staffel wurde er wie auch mit der Mixed-Staffel überrundet.
Nach der Saison beendete Steptšenko aufgrund fehlender Unterstützung durch den Verband im Alter von 27 Jahren seine Karriere um Bauarbeiter zu werden.
Seit der Saison 2021/22 ist Daniil Steptšenko Co-Trainer der estnischen Biathlonnationalmannschaft an der Seite des belarussischen Cheftrainers Fjodar Swoboda.

## Biathlon-Weltcup-Platzierungen
Die Tabelle zeigt alle Platzierungen (je nach Austragungsjahr einschließlich Olympische Spiele und Weltmeisterschaften).
- 1.–3. Platz: Anzahl der Podiumsplatzierungen
- Top 10: Anzahl der Platzierungen unter den ersten zehn (einschließlich Podium)
- Punkteränge: Anzahl der Platzierungen innerhalb der Punkteränge (einschließlich Podium und Top 10)
- Starts: Anzahl gelaufener Rennen in der jeweiligen Disziplin
- Staffel: inklusive Mixed- und Single-Mixed-Staffeln

| Platzierung          | Einzel | Sprint | Verfolgung | Massenstart | Staffel | Gesamt |
| -------------------- | ------ | ------ | ---------- | ----------- | ------- | ------ |
| 1. Platz             |        |        |            |             |         |        |
| 2. Platz             |        |        |            |             |         |        |
| 3. Platz             |        |        |            |             |         |        |
| Top 10               |        |        |            |             |         |        |
| Punkteränge          |        | 1      |            |             | 13      | 14     |
| Starts               | 3      | 13     | 4          |             | 13      | 33     |
| Stand: 18. März 2013 |        |        |            |             |         |        |